# Eriospermum exile
Eriospermum exile är en sparrisväxtart som beskrevs av Pauline Lesley Perry. Eriospermum exile ingår i släktet Eriospermum och familjen sparrisväxter. Inga underarter finns listade i Catalogue of Life.